# 恋さわぎ
コメディー『恋さわぎ』（こいさわぎ）は宝塚歌劇団の舞台作品。1幕。日本物の作品。
雪組公演。作・演出は酒井澄夫。
併演作品は『花幻抄』と『スイート・タイフーン』。

## 概要
若手スターの出演によるおよそ30分の短編作品。
あらすじ
太郎とお花は、この世で駄目ならあの世で一緒になろうとまで思いつめている。それを聞いた三郎丸、次郎丸は、何とか太郎とお花の力になってあげようと、色々思案の末、一芝居打つことにするが…。さて、どうなることやら…。

## 公演期間と公演場所
- 1991年2月15日 - 3月26日　宝塚大劇場
- 1991年6月3日 - 6月28日　東京宝塚劇場

## スタッフ
※氏名の後ろに「宝塚」、「東京」の文字がなければ両公演共通
- 作曲・編曲：寺田瀧夫、吉田優子
- 音楽指揮：橋本和明（宝塚）、伊沢一郎（東京）（俳優ではない）
- 振付・演技指導：花柳禄春
- 装置：石濱日出雄、関谷敏昭
- 衣装：中川菊枝
- 照明：今井直次
- 小道具：上田特市
- 効果：川ノ上智洋
- 音響監督：松永浩志
- 演出補：中村暁
- 演出助手：谷正純、木村信司
- 舞台進行：川口俊一
- 製作担当：柏原正一（東京）
- 制作：巽善明

## 主な配役
- 三郎丸 - 一路真輝
- 次郎丸 - 高嶺ふぶき
- 太郎 - 轟悠
- お花 - 朝霧舞
- 重山銀之丞 - 海峡ひろき
- 彦六 - 和央ようか
- 古代屋権左衛門 - 古代みず希
- 志津 - 灯奈美
- みみずく - 小乙女幸

## 主な楽曲
- 花の都は恋の花ざかり
- ひそひそ ひそひそ

備考
実況CD
花幻抄/恋さわぎ/スイート・タイフーン 雪組
TMPC-100A